# Phylloxera balbianii
Phylloxera balbianii är en insektsart. Phylloxera balbianii ingår i släktet Phylloxera och familjen dvärgbladlöss. Inga underarter finns listade i Catalogue of Life.